# Dominguez Canyon Wilderness
La Dominguez Canyon Wilderness est une aire protégée américaine située dans les comtés de Delta, Mesa et Montrose, au Colorado. Cette Wilderness Area relevant du Bureau of Land Management s'étend sur 268,2 km2 au sein de la plus vaste Dominguez-Escalante National Conservation Area.